# Geeske Banck
Geeske Banck (* 22. Januar 1981 in Kiel) ist eine ehemalige deutsche Beachvolleyball- und Volleyballspielerin.

## Karriere Halle
1994 begann Geeske Banck mit dem Hallenvolleyball bei der FT Adler Kiel, mit der sie 1999 in die Zweite Bundesliga aufstieg. Zehn Jahre später gelang ihr erneut der Aufstieg in die Zweite Bundesliga, wo sie dann 2009/10 für den Kieler TV spielte. Nach einem zwölften Platz 2009/10 stieg der KTV wieder in die Regionalliga Nord ab, wo 2010/11 der zweite Platz erreicht wurde. Nach einem dritten Platz 2011/12 wurde Geeske Banck mit dem KTV 2012/13 Vizemeister in der neugeschaffenen Dritten Liga und stieg erneut in die Zweite Bundesliga auf. 2014 beendete sie ihre Hallenkarriere.

## Karriere Beach

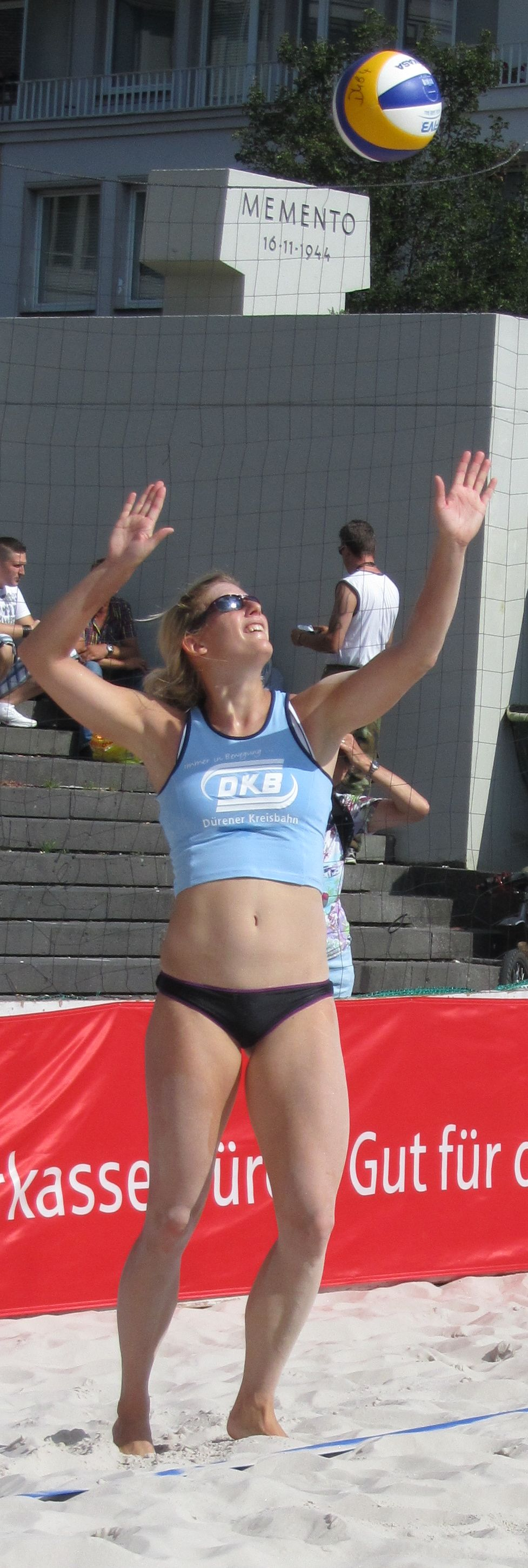
DKB-Beach-Cup 2011

1997 startete die gebürtige Kielerin parallel zur Halle ihre Beachvolleyballkarriere. Zunächst spielte sie an der Seite der Kielerin Martina Stein. Bei ihrem einzigen Turnier mit Friederike Romberg wurde sie 2003 Zweite bei der U23-Europameisterschaft in Polen. 2005 spielte Geeske Banck mit Mireya Kaup. Die beiden unterlagen bei den Europameisterschaften in Moskau erst den späteren Finalistinnen Kadijk / Mooren aus den Niederlanden und wurden Fünfte, eine Woche später schlug die bayerisch/norddeutsche Kombination bei den deutschen Meisterschaften am Timmendorfer Strand zunächst das Nationalteam Claasen/Röder, anschließend im Viertelfinale die Vorjahressieger Brink-Abeler/Jurich und belegte nach Niederlagen gegen Pohl/Rau und Goller/Ludwig den vierten Platz. In den beiden folgenden Jahren startete Geeske Banck mit Susanne Lahme. Banck/Lahme erreichten 2006 bei der FIVB-Tour in Acapulco den siebten Platz. Ein Jahr später bei den Weltmeisterschaften in Gstaad überstanden die beiden Deutschen zwar die Vorrunde, unterlagen dann aber in der Runde der letzten 32 ihren Landsfrauen Brink-Abeler/Jurich mit 0:2. Kurz danach beendete Susi Lahme wegen Knieproblemen ihre Karriere.
Im Oktober 2007 begann die Zusammenarbeit von Geeske Banck mit Anja Günther. Beim ersten Start der beiden gab es einen hervorragenden neunten Platz bei der World Tour in Phuket in Thailand. Fast genau ein Jahr später erreichten die beiden Deutschen ihre bisher beste Platzierung bei der World Tour mit dem Bronzerang wiederum in Phuket. Weitere hervorragende Platzierungen gelangen 2008 mit dem Erreichen des Finales beim CEV-Masters in Den Haag und dem fünften Platz beim FIVB Turnier in Dubai. Ihre beste Platzierung bei den deutschen Meisterschaften erreichten Geeske Banck und Anja Günther 2009, als sie im Halbfinale die hohen Favoriten Goller/Ludwig besiegen konnten und erst im Finale von Katrin Holtwick und Ilka Semmler bezwungen wurden. 2010 gelang Banck/Günther ein siebter Platz bei den Shanghai Open. Im Juli 2011 trennten sich Geeske Banck und Anja Günther. Den Rest der Beach-Saison bestritt sie mit wechselnden Spielpartnerinnen, mit Kira Walkenhorst konnte sie jedoch direkt das Kölner Turnier der Smart Beach Tour gewinnen. 2012 wurden Banck/Walkenhorst Deutsche Vizemeister. Danach erreichten Banck/Walkenhorst bei den Åland Open Platz sieben.
Ende 2012 beendete Geeske Banck ihre Beachvolleyballkarriere und war seitdem Landestrainerin im Schleswig-Holsteinischen Volleyballverband.